# Nandongué
Nandongué est un village de la région de l'Est du Cameroun situé dans le département de Lom-et-Djérem. 
Il se trouve plus précisément dans l'arrondissement (commune) de Garoua-Boulaï et dans le quartier de Doka.

## Population
En 2005, le village de Nandongué comptait 2 339 habitants dont : 1 145 hommes et 1 194 femmes.